# Oedipina quadra
Oedipina quadra es una especie de caudado del género Oedipina, familia Plethodontidae. Fue descrita por McCranie, Vieites y Wake en 2008.

## Distribución
Esta especie es endémica del noreste de Honduras. Su presencia en Nicaragua es incierta.

## Etimología
El nombre específico quadra proviene del latín quadra, cuadrado, en referencia a la cola casi rectangular característica de esta especie.